# Observatorio de Estocolmo
El Observatorio de Estocolmo (en sueco: Stockholms observatorium) es una institución astronómica en Estocolmo (Suecia) fundada en el siglo XVIII y que hoy en día forma parte de la Universidad de Estocolmo. Aún mantiene dos observatorios históricos en el área de Estocolmo.
El primer observatorio fue creado por la Real Academia de las Ciencias de Suecia por iniciativa del secretario Per Elvius. La construcción comenzó en 1748 según los diseños del arquitecto Carl Hårleman y finalizó en 1753. El primer director del observatorio fue Pehr Wilhelm Wargentin. Entre los directores posteriores del observatorio se encuentran Hugo Gyldén y Bertil Lindblad
El observatorio del siglo XVIII funciona en la actualidad como museo. Un nuevo observatorio fue construido en Saltsjöbaden a las afueras de Estocolmo y completado en 1931 (el arquitecto de la obra fue Axel Anderberg). Sin embargo, la mayoría de las observaciones actuales se realizan casi exclusivamente en observatorios fuera de Suecia y más próximos al ecuador.

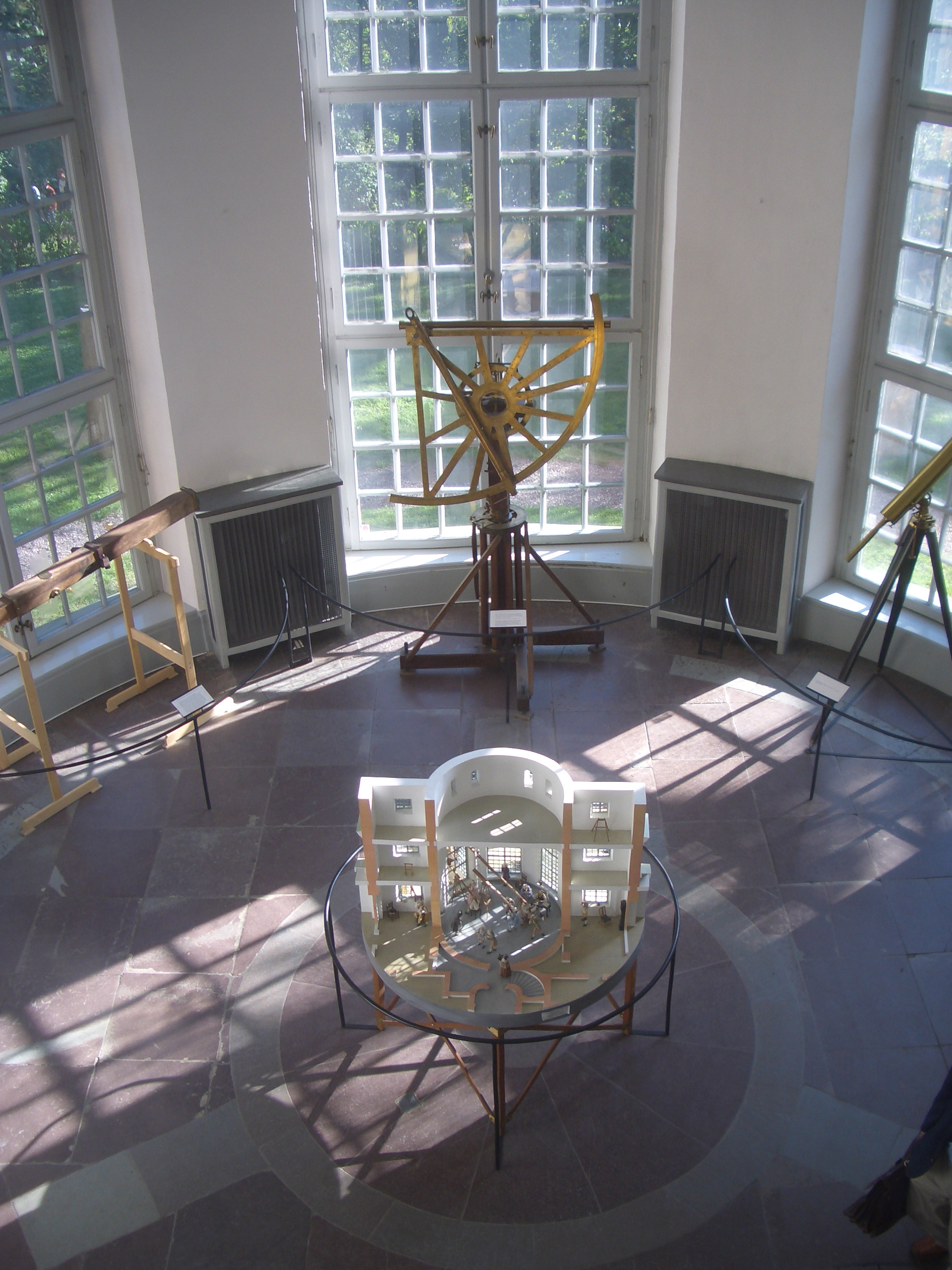
Vieja sala de observación usada antes de que fuese construida la cúpula superior en el.

El instituto fue trasladado desde la Academia a la universidad en 1973 y hoy en día se encuentra a las afueras del centro Estocolmo.
El joven Hjalmar Branting, posteriormente primer primer ministro sueco elegido por sufragio universal, trabajó como matemático asistente en el Observatorio de Estocolmo de 1879 a 1880 y de 1882 a 1883.